# NGC 6179
NGC 6179 é uma galáxia  localizada na direcção da constelação de Hercules. Possui uma declinação de +35° 06' 10" e uma ascensão recta de 16 horas, 30 minutos e 46,9 segundos.
A galáxia NGC 6179 foi descoberta em 19 de Abril de 1855 por William Parsons.